# Busongeval in Puisseguin
Het busongeval in Puisseguin vond plaats op 23 oktober 2015. Er vond een botsing plaats tussen een vrachtwagen en een autobus op de departementale weg RD17 in Puisseguin. De bus en de vrachtwagen vlogen meteen in brand. De truckchauffeur, zijn zoontje en 41 inzittenden van de bus overleefden de ramp niet. Alle slachtoffers hebben de Franse nationaliteit.
Het is het zwaarste ongeluk in Frankrijk sinds 31 juli 1982 toen in Beaune 53 doden vielen bij een busongeval.